# Cerro Singüil
Cerro Singüil is een vulkaan met meerdere sintelkegels in het departement Santa Ana in El Salvador. De berg ligt ongeveer tien kilometer ten noordwesten van de stad Santa Ana en is ongeveer 926 meter hoog.